# Zaluny
Zaluny (lit. Užuliūnis) – kolonia na Litwie, w okręgu wileńskim, w rejonie wileńskim, w gminie Mejszagoła.
Współcześnie w skład miejscowości wchodzą dawne zaścianki Zaluny, Lingminiszki i Minturyszki.

## Historia
W XIX i w początkach XX w. położone były w Rosji, w guberni wileńskiej, w powiecie wileńskim, w gminie Mejszagoła. Po I wojnie światowej pod administracją polską, w Zarządzie Cywilnym Ziem Wschodnich. W latach 1920–1922 w składzie Litwy Środkowej.
Od 11 kwietnia 1922 leżały w Polsce, w województwie wileńskim, w powiecie wileńsko-trockim, w gminie Mejszagoła. W 1931 miejscowości liczyły:
- Zaluny – 17 mieszkańców, zamieszkałych w 2 budynkach[2],
- Lingminiszki – 40 mieszkańców, zamieszkałych w 7 budynkach[2],
- Minturyszki – 25 mieszkańców, zamieszkałych w 5 budynkach[2].

Po II wojnie światowej w granicach Związku Sowieckiego. Od 1991 na niepodległej Litwie.